# 스기우라 타카오
스기우라 타카오(일본어: 杉浦 タカオ, 1983년 2월 28일 ~ )는 일본의 배우이다. 울트라맨 코스모스의 주인공인 하루노 무사시 역을 맡았던 스기우라 타이요의 동생이다.

## 출연작

### TV 드라마
- 2009년 가면라이더 디케이드 디엔드의 세계 - 마가키 신 역

## 영화
- 2004년 극장판 가면라이더 블레이드 MISSING ACE - 마가키 신 역